# Антенна Кассегрена
Радиоантенна Кассегрена является системой двойных отражающих зеркал, принцип действия которых заимствован у оптического телескопа Кассегрена. Первоначальная конструкция такого телескопа, — как это отмечено в энциклопедии «Британника», — была изобретена в 1672 г. французским астрономом Лораном Кассегреном, который работал над усовершенствованием классического телескопа Ньютона. С тех пор двойные зеркальные телескопы носят название телескопов Кассегрена, и это название было распространено на антенны с аналогичным принципом конструкции зеркал.
Антенны Кассегрена в настоящее время являются широко распространённым типом антенн для систем связи миллиметрового диапазона волн. Благодаря высокому коэффициенту усиления и очень узкой диаграмме направленности, антенны Кассегрена в основном используются для систем беспроводной связи типа «точка-точка». Антенны Кассегрена также применяются для радаров и систем спутниковой связи. Популярность антенн Кассегрена основана на экономическом расчёте, по которому при диаметре основного зеркала (рефлектора) более чем 100 длин волн, антенны Кассегрена экономически более выгодны в производстве, чем многие другие типы антенн.
Конструкция антенны Кассегрена включает в себя основное параболическое зеркало (рефлектор) и гиперболическое вспомогательное зеркало (контррефлектор). Один из двойных фокусов гиперболы расположен в фокусе всей системы и расположен в центре излучателя, другой фокус — в фокусе параболы. Важным преимуществом антенн Кассегрена являются небольшие размеры и значительные допуски по размещению излучателя, что способствует появлению разнообразных конструкций антенн.